# Nouveaux historiens
Les nouveaux historiens constituent un courant remettant en question les mythes de l'historiographie officielle construite dans le cadre de la construction d'une « histoire nationale ».

## Nouveaux historiens par pays
- Nouveaux historiens belges : Anne Morelli (e.a. Les grands mythes de l'histoire de Belgique, de Flandre et de Wallonie (dir. A. Morelli))

- Nouveaux historiens français : Suzanne Citron (e.a. Le Mythe national. L'Histoire de France en question)

- Nouveaux historiens israéliens : Simha Flapan, Benny Morris, Ilan Pappé,  Tom Segev, Avi Shlaïm et Shlomo Sand

- Nouveaux historiens turcs: Halil Berktay (en), Selim Deringil (en), Ayhan Aktar (tr), Masis Kürkçügil, Cemil Koçak, Ayşe Hür (tr)

## Sociologie historique
Cette tendance est née dans les années 1970 et 1980, où le terme « nouveaux » faisait florès : la nouvelle cuisine, les nouveaux philosophes, les nouveaux historiens, la nouvelle Droite, les nouveaux pays industrialisés, les nouveaux mouvements religieux, etc.